# Change to Win
La federazione Change to Win (in breve CtW), in italiano Cambiamento per vincere, è una confederazione sindacale statunitense formatasi il 27 settembre 2005 in seno all'AFL-CIO da cui è fuoriuscita 13 gennaio 2006 per divenire una confederazione sindacale indipendente ed alternativa. La confederazione attualmente è composta da quattro membri: l'International Brotherhood of Teamsters (IBT), il Service Employees International Union (SEIU), la United Farm Workers (UFW) e infine la United Food and Commercial Workers (UFCW).
La federazione CtW vanta oltre 5 milioni e mezzo di lavoratori aderenti.

## Storia

### La nascita della NUP
Nel 2003 cinque sindacati si unirono informalmente nella New Unity Partnership (NUP), in italiano nuova associazione unitaria, per fare pressione dall'interno dell'AFL-CIO, riformarla e inoltre rinnovare gli sforzi al fine di contrastare il declino della penetrazione sindacale fra i lavoratori non organizzati. Aderirono alla NUP il SEIU, la Union of Needletrades, Industrial and Textile Employees (UNITE) la Hotel Employees and Restaurant Employees Union (HERE) (più tardi fusi nella UNITE HERE), la United Brotherhood of Carpenters and Joiners of America (UBC) e la Laborers' International Union of North America (LIUNA). La NUP non aveva una struttura formale ma spinse per coordinare ed organizzare le campagne sindacali delle varie categorie industriali.
La SEIU era il membro della NUP che più premeva per un cambiamento nell'AFL-CIO. Nel congresso dell'AFL-CIO del 2004 il presidente della SEIU Andy Stern dichiarò che o si fosse riformato la AFL-CIO o si sarebbe dovuto "costruire qualcosa di più forte".

### La nascita di CtW
L'anno seguente la NUP si sciolse e i suoi cinque membri, cui si unirono l'IBT e la United Food and Commercial Workers (UFCW) fondarono una nuova coalizione che chiamarono Change to Win con il preciso intento di riformare la AFL-CIO. Il 22 luglio 2005 la UFW annunciò la sua adesione a Change to Win. Il 13 gennaio 2006 Change to Win lasciò ufficialmente la AFL-CIO divenendo una confederazione sindacale indipendente ed alternativa all'AFL-CIO.

### La possibile riunione con AFL-CIO del 2009
Il 9 gennaio del 2009 i media statunitensi riportarono la notizia che cinque delle sette federazioni che all'epoca facevano parte di CtW si incontrarono con sette delle maggiori federazioni dell'AFL-CIO per colloqui circa una possibile riunione. La spinta al riavvicinamento venne proprio da una frase del presidente Obama che auspicava un'unione che avrebbe reso più forte il sindacato in America. Anche molte federazioni in seno a CtW ritenevano che la divisione da AFL-CIO fosse improduttiva.David Bonior un'ex membro del congresso americano, che aveva guidato in passato una sezionne dell'AFL-CIO organizzò l'incontro. I 5 membri di CtW che parteciparono all'incontro furono LIUNA, SEIU, IBT, UFCW e UNITE HERE. Per l'AFL-CIO parteciparono l'American Federation of State, County, and Municipal Employees (AFSCME), l'American Federation of Teachers (AFT), l'International Brotherhood of Electrical Workers, l'United Auto Workers (UAW) e l'United Steelworkers. Inoltre partecipò la National Education Association federazione indipendente che non aderiva a nessuna confederazione.
Furono discussi diversi punti fra cui chi dovesse presiedere ed in che veste la nuova confederazione riunificata e quale dovesse essere l'eventuale nuovo nome della centrale sinndacale. Fra le altre discussioni si parlò di come la nuova organizzazione avrebbe incoraggiato l'adesione di nuovi membri e a che livello. Si discusse anche di quale sarebbe stato il coinvolgimento con il partito democratico. Nonostante fu riportato che le 12 federazioni giunsero a un accordo per la riunificazione il 15 aprile 2009 in realtà nessuno punto fu risolto e non si ebbe nessuna riunificazione.

### Fuoriuscite
Dopo l'aprile 2009 con il fallimento dei tentativi di riunificazione alcuni membri lasciarono la CtW per rientrare nell'AFL-CIO. Fra l'agosto e il settembre 2009 uscirono infatti la UNITE HERE, l'UBC e la LIUNA.

## Membri
- IBT: sindacato dei camionisti e dei trasporti.
- SEIU sindacato dei lavoratori del terziario.
- UFW sindacato degli agricoltori.
- UFCW sindacato del commercio e della ristorazione.

### Membri fuoriusciti
- UNITE HERE[10] esce il 16 settembre 2009.[7]
- UBC esce nell'agosto 2009.[8]
- LIUNA esce il 13 agosto 2010.[9]